# Gadigal
Gadigal, também escrito como cadigal ou caddiegal, são um grupo de aborígenes australianos cujas terras tradicionais localizam-se em Gadi, no país eora, onde atualmente localiza-se Sydney, Nova Gales do Sul, Austrália.

## Pré-colonização
Os gadigais originalmente habitavam a área chamada de Gadi, que começa em Port Jackson, abrange toda a área do Centro de Sydney e o Promontório Sul até alcançar Marrickville/Petersham, com parte de sua fronteira localizando-se no Rio Cooks. A Enseada de Sydney, onde a Union Jack foi alçada, marcando o início da colonização da Austrália, está localizada dentro de Gadi. Mas, desde a chegada dos europeus, a maior parte dos gadigais saíram de suas terras tradicionais.
De acordo com Philip Gidley King, a fronteira oeste estava na Enseada Longa, local onde o governador David Collins identificou como a atual Darling Harbour. Em carta para Lorde Sydney em fevereiro de 1790, Arthur Phillip afirmou que "da entrada do porto até a costa sul, até a enseada que nossa habitação cerca, está o distrito chamado Cadi, e a tribo cadigal; para as mulheres, cadigalleon".
Os gadigais eram um povo costeiro que dependiam do porto para se alimentarem. Eles eram um dos sete povos que viviam na costa de Sydney e falavam a mesma língua, sendo chamados pelos europeus como eora. "eora" significa "povo" ou "deste lugar" na língua dharug.

## História europeia
Após chegar em Port Jackson, o governador Arthur Phillip estimou que a população aborígene na área era cerca de 1,5 mil pessoas, apesar de outras estimativas variarem de 200 a 4 mil. Estima-se que a população gadigal era de 50-80 pessoas.
A colonização da área e a introdução de doenças infecciosas como a varíola dizimaram os gadifais e os outros povos. Estima-se que a epidemia de varíola de 1789 matou 50% da população eora, com apenas três gadigais sobreviventes. Porém, evidências arqueológicas sugerem que alguns gadigais talvez tenham escapado para a área de Concord, onde passaram a viver.
A área do antigo Conselho de Marrickville, agora parte do Conselho do Interior Oeste, está situada dentro do território gadigal e faz fronteira com o território wangal. Em 1994, o Comitê Consultivo Aborígene de Marrickville foi criado e assim foi estabelecido um website dedicado aos dois povos.
O ancião gadigal Allen Madden estima que centenas de dharug, incluindo ao menos uma centena de pessoas de gadigais de sua própria família, vivem em Sydney nos dias de hoje.

## Cultura popular
A banda australiana Midnight Oil incluiu a música "Gadigal Land"  como single em seu mini-álbum The Makarrata Project. A música inclui um verso escrito e narrado pelo poeta gadigal Joel Davison. De acordo com a Sony Music Australia, a música "é uma recontagem do que aconteceu neste lugar e em toda a Austrália desde 1788".
Em outubro de 2023, o Governo da Nova Gales do Sul renomeou uma das estações do Metrô de Sydney de estação Pitt Street para estação ferroviária Gadigal.